# Mike Swain
Mike Swain, född den 21 december 1960 i Elizabeth, New Jersey, är en amerikansk judoutövare.
Han tog OS-brons i herrarnas lättvikt i samband med de olympiska judotävlingarna 1988 i Seoul.